# Чорнобаєва Марія Пилипівна
Марі́я Пили́півна Чорноба́єва (дошлюбне прізвище — Гринчик; 30 березня 1928, Торканівка — 29 жовтня 2016, Дніпро) — український педагог, Герой Соціалістичної Праці.

## Життєпис
Народилася 30 березня 1928 року в селі Торканівці Тульчинської округи (нині Гайсинський район Вінницької області, Україна) в сім'ї колгоспників. Українка. До німецько-радянської війни закінчила шість класів школи. Під час війни разом із сім'єю перебувала на окупованій території. Після звільнення села у 1944 році продовжила навчання у школі.
З вересня 1944 року по 1946 рік навчалася у Бершадському педагогічному училищі, яке закінчила з відзнакою та отримала кваліфікацію «вчитель молодших класів». Без екзаменів була зарахована на філологічний факультет Одеського педагогічного інституту імені Костянтина Ушинського. 1950 року закінчила інститут і отримала кваліфікацію «вчитель української мови та літератури».
Педагогічну діяльність розпочала вчителем-мовником в селі Кам'яній Криниці Ульянівського району Кіровоградської області, викладала українську мову та літературу. У 1953 році переведена до районного центру — міста Ульяновки на посаду завуча Ульяновської середньої школи № 1. Обиралася депутатом Ульяновської районної ради.
З 1957 року її життя пов'язане з Дніпропетровщиною. Протягом 1957—1959 років працювала інспектором обласного, потім міського відділів народної освіти. 1959 року була призначена директором новоствореної загальноосвітньої неповної середньої школи-інтернату № 3. 1971 року школа-інтернат № 3 була реорганізована у санаторну школу-інтернат для дітей, хворих на сколіоз, що вимагало суттєвої перебудови всього навчального процесу, створення матеріальної бази для лікування хворих дітей. Завдяки роботі директора і всього педагогічного колективу в школі було створено 7 лікувальних і 12 навчальних кабінетів, плавальний басейн, оснащені спеціальним обладнанням для лікування хворих на сколіоз дітей. Залучила до роботи професорів Лідію Смирнову, Л. М. Чепку, Олександра Лоскутова. Досягнення і досвід роботи інтернату неодноразово були експоновані на Виставці досягнень народного господарства Української РСР.
Наукові доробки складають близько 30 праць. 1974 року в Науково-дослідному інституті педагогіки та психології Міністерства освіти Української РСР захистила  дисертацію «Особливості ціннісних орієнтацій підлітків у сфері спілкуваня і шляхи їх формування» на здобуття наукового ступеня кандидата педагогічних наук (керівник — доктор педагогічних наук, професор Олександр Киричук).
В 1963—1969 роках — депутат Дніпропетровської міської ради. З 1969 по 1987 — депутат Дніпропетровської обласної ради. Майже двадцять років була головою обласної постійної комісії по народній освіті.
Мешкала у місті Дніпрі. Померла у Дніпрі 29 жовтня 2016 року.

## Відзнаки
- Указом Президії Верховної Ради СРСР від 1 липня 1968 року за великі заслуги в справі навчання і комуністичного виховання учнів Чорнобаєвій Марії Пилипівні надано звання Героя Соціалістичної Праці з врученням ордена Леніна (№ 400906) і золотої медалі «Серп і Молот» (№ 12909)[1].

- Нагороджена медалями імені Надії Крупської та Антона Макаренка, знаком «Відмінник народної освіти УРСР»[3].